# CCR RodoAnel
A Concessionária do Rodoanel Oeste S.A. ou CCR RodoAnel é uma empresa privada sediada em Barueri, SP, Brasil, e faz parte do Grupo CCR. A empresa é responsável desde março de 2008, pela manutenção e pela exploração da seguinte rodovia:
- Rodoanel Mário Covas (SP 21), com 32 quilômetros de extensão.

A cobrança de pedágio foi iniciada em dezembro de 2008.